# Roy Spring
Roy Patrick Spring (* 18. Juni 1963 in Bern; heimatberechtigt in Gelterfingen) ist Schweizer Journalist, Autor und PR-Fachmann.
Von 1986 bis 1988 absolvierte er die Journalistenschule des Ringier-Verlags. Er war 1995 bis 2000 Redaktor der Schweizer Wochenzeitung Die Weltwoche.
1999 publizierte er im Zürcher Weltwoche-ABC-Verlag die Biografie Einer gegen Alle über Roger Schawinski. Von 2008 bis 2012 war er Chefredaktor der Jahrespublikation des Art Directors Club Schweiz (ADC), die jedes Jahr einen anderen Titel trägt.

## Publikationen
- Einer gegen Alle. Das andere Gesicht des Roger Schawinski. Weltwoche-ABC-Verlag, Zürich 1999, ISBN 3-85504-178-4.
- Dagewesen und aufgeschrieben. Reportagen über eine deutsche Revolution. Institut für Medienentwicklung und Kommunikation in der Verlags-Gruppe Frankfurter Allgemeine Zeitung, Frankfurt am Main 1990, ISBN 3-927282-03-0.